# Dakota (prénom)
Pour les articles homonymes, voir Dakota.
Dakota est un prénom épicène faussement considéré comme d'origine nord-amérindienne. Il signifierait « ami » en langue Sioux selon des livres américains de prénoms. Dakota est en réalité le nom d'une tribu Sioux, mais en aucun cas un prénom Sioux. Par ailleurs, il ne signifie pas « ami » mais est un mot pluriel signifiant « les alliés ». Il semble que ce soit à la suite de cette erreur que ce prénom a été donné.
Ce prénom était classé 247e en 2018 aux États-Unis.

## Célébrités
- Dakota Darsow (en), catcheur américain ;
- Dakota Goyo, acteur canadien ;
- Dakota Fanning, actrice américaine ;
- Dakota Johnson, actrice américaine ;
- Dakota Blue Richards, actrice anglaise.

- Pour l'ensemble des articles sur les personnes portant ce prénom, consulter :
  - la liste des articles dont le titre commence par ce prénom
  - les listes produites par Wikidata : Liste des personnes de prénom « Dakota » — même liste en incluant les éventuels prénoms composés qui contiennent « Dakota ».